# Kirfi
Kirfi è una città della Repubblica Federale della Nigeria appartenente allo Stato di Bauchi. 
È il capoluogo dell'omonima area a governo locale (local government area) che si estende su una superficie di 2.371 km² e conta una popolazione di 147.618 abitanti.